# Рябиновая моль-пестрянка
Ряби́новая моль-пестря́нка (лат. Phyllonorycter sorbi) — вид чешуекрылых из семейства молей-пестрянок (Gracillariidae). Вид был описан как Lithocolletis sorbi немецким зоологом Генрихом Фреем в 1855 году по сборам в Германии и Швейцарии.

## Описание
Длина тела 7—8,5 мм. Переднее крыло с четырьмя реберными и тремя спинными белыми полосками, внутренняя часть с темно-коричневой каймой. В основании крыла имеется узкая полоса. Куколка длиной 2,5-3,5 мм, кремастер трапециевидный.

## Образ жизни

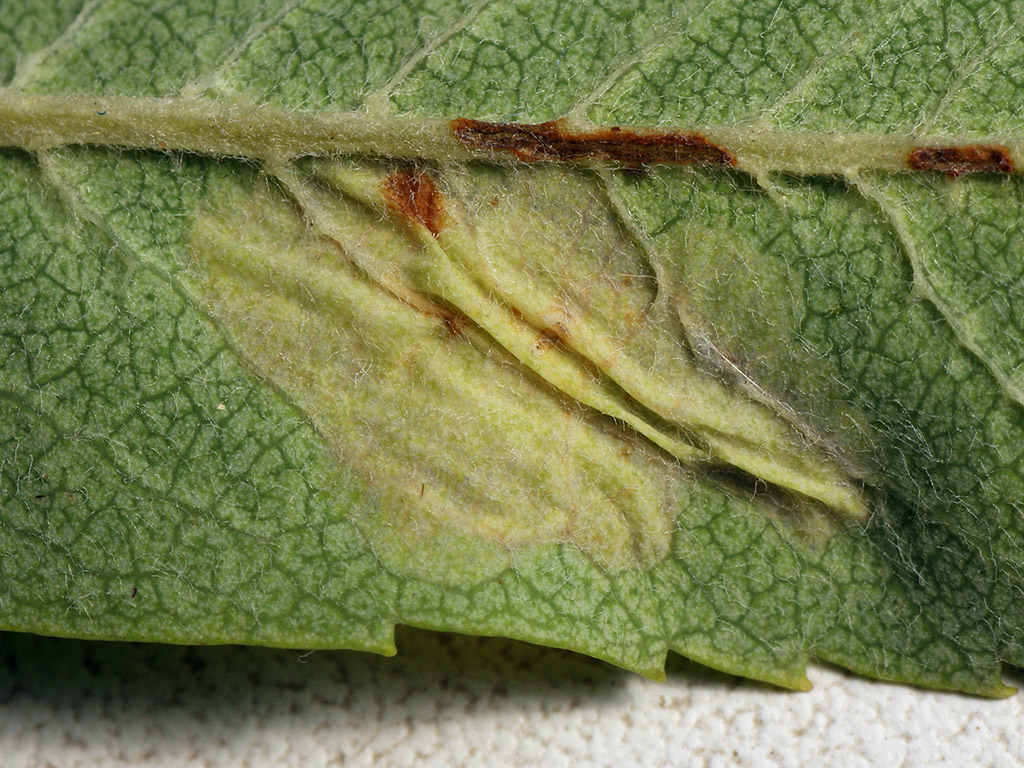
Лист рябины, повреждённый рябиновой молью-пестрянкой

Личинки образуют мины на нижней стороне листьев черёмухи и рябины обыкновенной, рябины круглолистной, глоговине и Sorbus scandica. В Европе развивается также на хеномелесе, кизильнике, боярышнике, айве, яблоне и груше. В Сибири повреждает иргу и Sorbocotoneaster pozdnjakovii. Имаго встречаются с мая по август. В год развивается два поколения. Куколки образуют беловатые коконы внутри мин. Паразитоидами личинок являются наездники эулофиды (Minotetrastichus frontalis, Achrysocharoides atys, Achrysocharoides cilla, Chrysocharis laomedon, Chrysocharis nephereus, Chrysocharis phryne, Pediobius alcaeus, Cirrospilus lyncus, Cirrospilus vittatus, Sympiesis gordius), бракониды (Coloneura stylata', Colastes braconius, Pholetesor circumscriptus) и ихневмониды (Encrateola laevigata).

## Распространение
Встречается в Западной Европе, Белоруссии, Украине, европейской части России, Казахстане, Туркмении, юге Сибири в Новосибирской и Иркутской и Омской областях). Указание на присутствие этого вида в Северной Америке основано на ошибочном определении.

## Кариотип
В диплоидном наборе насчитывается 30 пар хромосом.